# Walter Rühland
Walter Rühland (* 1. Mai 1905 in Goslar; † 29. Januar 1967 in Schliersee) war ein deutscher Tontechniker, der meistbeschäftigte Repräsentant seines Berufsstandes beim deutschen Film.

## Leben
Rühland hatte eine Ausbildung zum Elektroingenieur erhalten und war über seine Arbeit bei Siemens zur Filmindustrie gestoßen. Seit dem 1. Oktober 1929, mit Beginn der Tonfilmära in Deutschland, war Rühland im neuen Medium aktiv. Er beteiligte sich an einer großen Anzahl von Kassenhits und auch an einigen wenigen künstlerisch überdurchschnittlichen Inszenierungen unter Regisseuren wie Helmut Käutner, Rudolf Jugert und Kurt Hoffmann.
Nach dem Krieg arbeitete Walter Rühland fast ausschließlich für in München und Umgebung entstandene Filme. Zuletzt sorgte er vor allem bei mehreren Rühmann-Komödien für den Ton. Er starb während der Arbeit an der Fernsehserie Graf Yoster gibt sich die Ehre. Rühland war an über 150 Produktionen als Toningenieur beteiligt.

## Filmografie (Auswahl)
- 1929: Der weiße Teufel
- 1930: Der Tanz ins Glück
- 1930: Flachsmann als Erzieher
- 1930: Lumpenball
- 1931: Der Weg nach Rio
- 1931: Täter gesucht
- 1931: Salto Mortale
- 1932: Der Orlow
- 1932: Der weiße Dämon
- 1932: Lachende Erben
- 1933: Kind, ich freu’ mich auf Dein Kommen
- 1934: Der ewige Traum
- 1934: Pechmarie
- 1935: Der Klosterjäger
- 1935: Leichte Kavallerie
- 1936: Donogoo Tonka
- 1936: Waldwinter
- 1936: Inkognito
- 1937: Das große Abenteuer
- 1938: Die fromme Lüge
- 1938: Herzdame (L'entraîneuse)
- 1938: Eine Nacht im Mai
- 1939: Aufruhr in Damaskus
- 1939: Brand im Ozean
- 1939: Opernball
- 1940: Kora Terry
- 1940: Wunschkonzert
- 1941: Friedemann Bach
- 1941: Tanz mit dem Kaiser
- 1942: Hab mich lieb!
- 1943: Großstadtmelodie
- 1943: Gabriele Dambrone
- 1944: Melusine
- 1945: Der Fall Molander (unvollendet)
- 1945: Das seltsame Fräulein Sylvia (unvollendet)
- 1947: Zwischen gestern und morgen
- 1947: Film ohne Titel
- 1948: Der Herr vom andern Stern
- 1948: Der Apfel ist ab
- 1949: Hallo Fräulein
- 1949: Die seltsame Geschichte des Brandner Kaspar
- 1949: Königskinder
- 1950: Sensation im Savoy
- 1950: Der Geigenmacher von Mittenwald
- 1950: Rausch einer Nacht
- 1950: Frühlingsromanze
- 1951: Nachts auf den Straßen
- 1952: Des Teufels Erbe (The Devil Makes Three)
- 1952: Illusion in Moll
- 1953: Sterne über Colombo
- 1953: Rummelplatz der Liebe
- 1954: Die Gefangene des Maharadscha
- 1954: Frühlingslied
- 1954: Frauen um Richard Wagner (Magic Fire)
- 1955: Der doppelte Ehemann
- 1956: Kitty und die große Welt
- 1957: Schütze Lieschen Müller
- 1957: Das Wirtshaus im Spessart
- 1958: … und nichts als die Wahrheit
- 1958: Wir Wunderkinder
- 1959: Heiße Ware
- 1959: Menschen im Netz
- 1959: Das schöne Abenteuer
- 1959: Ein Mann geht durch die Wand
- 1960: Mein Schulfreund
- 1960: Das schwarze Schaf
- 1960: Die große Attraktion (The Big Show)
- 1961: Mörderspiel
- 1961: Max, der Taschendieb
- 1962: Er kann’s nicht lassen
- 1962: Das schwarz-weiß-rote Himmelbett
- 1962: Kapitän Sindbad (Captain Sindbad)
- 1963: Meine Tochter und ich
- 1963: Vorsicht Mister Dodd
- 1964: Dr. med. Hiob Prätorius
- 1965: Lage hoffnungslos – aber nicht ernst (Situation Hopeless… But Not Serious)
- 1967: Der Diamantenprinz (Jack of Diamonds)